# 田中亘
田中 亘（たなか わたる）は、日本の法学者。専門は、商法・法と経済学。東京大学社会科学研究所教授。神田秀樹門下。

## 経歴
経歴は以下の通り。
- 1996年 - 東京大学法学部卒業
- 1996年 - 東京大学法学部助手
- 1999年 - 成蹊大学法学部講師
- 2002年 -  成蹊大学法学部助教授
- 2007年 -  東京大学社会科学研究所准教授
- 2015年 -  東京大学社会科学研究所教授

## 著書
- 『会社法』（東京大学出版会、2016年）
- 『会社法　第4版』（共著、有斐閣、2018年）
- 『事例で考える会社法　第2版』（共著、有斐閣、2015年）